# Операторная норма
Операторная норма — норма, определённая на ограниченных линейных операторах из одного нормированного пространства в другое.
Также называется подчинённой или индуцированной нормой.
Операторная норма превращает само линейное пространство операторов в нормированное пространство.
Соответственная структура линейного топологического пространства операторов называется топологией нормы, или операторной топологией (без уточнения).

## Определение и обозначения
В дальнейшем через K будет обозначено основное поле, являющееся нормированным полем. Обычно K = {\displaystyle \mathbb {R} } или K = {\displaystyle \mathbb {C} }.
Пусть V1 и V2 — два нормированных линейных пространства над K и T — линейный оператор из V1 в V2.
Если существует такое неотрицательное число M, что
{\displaystyle \forall x\in V_{1}:\|Tx\|\leqslant M\|x\|,}
то оператор T называется ограниченным, а наименьшее такое возможное M — его нормой ‖T‖. Если V1 конечномерно, то всякий оператор ограничен.
Норма оператора T может быть вычислена по формуле:
{\displaystyle {\begin{aligned}\|T\|&=\sup\{\|Tx\|:x\in V_{1},\ \|x\|=1\}\\&=\sup \left\{{\frac {\|Tx\|}{\|x\|}}:x\in V_{1},\ x\neq 0\right\}.\end{aligned}}}
Если пространство V1 состоит из одного нуля, то приведённая формула не работает, но ‖T‖ = 0 поскольку T = 0.
Линейное пространство ограниченных операторов из V1 в V2 обозначается {\displaystyle L(V_{1},V_{2})}. В случае когда {\displaystyle V_{1}=V_{2}=V} пишут {\displaystyle L(V)} вместо {\displaystyle L(V,V)}. Если {\displaystyle H} — гильбертово пространство, то иногда пишут {\displaystyle B(H)} вместо {\displaystyle L(H)}.

## Свойства

### Ограниченность и непрерывность
Линейный оператор между нормированными пространствами ограничен тогда и только тогда, когда он непрерывен.

### Норма
На {\displaystyle L(V_{1},V_{2})} можно ввести структуру векторного пространства с операциями {\displaystyle (T+S)x=Tx+Sx} и {\displaystyle T(\alpha x)=\alpha (Tx)}, где {\displaystyle T,S\in L(V_{1},V_{2})}, {\displaystyle x\in V_{1}}, а {\displaystyle \alpha \in K} — произвольный скаляр. Операторная норма делает линейное пространство ограниченных операторов нормированным пространством, то есть удовлетворяет соответственным аксиомам:
- {\displaystyle \|T\|\geqslant 0} (по определению)
- {\displaystyle \|T\|=0} тогда и только тогда, когда {\displaystyle T=0} (следует из определения нормированного пространства)
- {\displaystyle \|\alpha T\|=|\alpha |\|T\|} для всех {\displaystyle \alpha } из {\displaystyle K}
- {\displaystyle \|S+T\|\leqslant \|S\|+\|T\|} для всех ограниченных операторов {\displaystyle S} и {\displaystyle T} из V1 в V2.

### Субмультипликативность
Если S — оператор из V2 в V3, а T — оператор из V1 в V2, то их произведение S T определяется как композиция функций S ∘ T. Операторная норма удовлетворяют свойству субмультипликативности:
{\displaystyle \|ST\|\leq \|S\|\|T\|}.
В случае V1 = V2 = V, ограниченные операторы можно перемножать не выходя из пространства {\displaystyle L(V)}, и потому операторная норма превращает операторную алгебру {\displaystyle L(V)} в нормированную алгебру.

### Полнота
Пространство {\displaystyle L(V_{1},V_{2})} является банаховым тогда и только тогда, когда V1 нульмерно или V2 банахово.
Если V — банахово пространство, то {\displaystyle L(V)} с введённым выше умножением является банаховой алгеброй.

## Примеры использования

### Между конечномерными пространствами
Операторные нормы (для различных норм на векторах) составляют важный класс возможных норм на пространствах матриц.

### На гильбертовых пространствах
Алгебра ограниченных операторов {\displaystyle L(H)} (на гильбертовом пространстве H) с операторной нормой является C*-алгеброй с операцией инволюции, задаваемой эрмитовым сопряжением. При этом, алгебра компактных операторов является её замкнутой *-подалгеброй и даже идеалом.

## Сравнения

### Операторной нормы с другими нормами
На операторах на гильбертовом пространстве определены и другие, более сильные, нормы, например норма Гильберта — Шмидта. В бесконечномерном случае, такие нормы не определены (бесконечны) на некоторых ограниченных операторах.

### Топологии нормы с другими
В конечномерном случае (когда оба пространства V1 и V2 конечномерны), {\displaystyle L(V_{1},V_{2})} тоже конечномерно и все топологии (и нормы) на таком линейном пространстве эквивалентны. Однако, когда оба пространства V1 и V2 бесконечномерны, на {\displaystyle L(V_{1},V_{2})} возможны более слабые (грубые) топологии:
- Сильная операторная топология; название вводит в заблуждение, так как она слабее (грубее) топологии нормы.
- Слабая операторная топология[англ.]; ещё слабее (грубее).